# Château des Outards
Le château des Outards est une ancienne maison forte, du XIIIe siècle, dont les vestiges se dressent sur la commune de Beaufort dans le département de la Savoie en région Auvergne-Rhône-Alpes.

## Situation
Les vestiges du château des Outards sont situés dans le département français de la Savoie sur la commune Beaufort, en face de la colline des Vanches et du château de Beaufort, sur la rive gauche du Dorinet, au sommet de la colline des Curtillets, à 1,2 kilomètre au nord-est du bourg.

## Histoire
Le château est édifiée, après 1246, par Pierre, seigneur de Beaufort, à la suite du partage intervenu entre lui et son frère dans la succession de leur père Guillaume de Beaufort ; l'ainé, Guillaume, ayant hérité du château ancestral.
Les deux frères de Beaufort sont dans le besoin et ils contractent auprès du seigneur de Faucigny, Pierre de Savoie, un emprunt de 1 500 livres. En 1277,, ne pouvant honorer cette dette, Pierre, vend en 1277 son château des Outards à Béatrice de Faucigny. Ses descendants, obtiendront le droit de faire construire un nouveau château à Beaufort, le château de La Sallaz.
On le trouve sous la forme castrum de Altaribus, en 1297.
En 1320, deux frères, Pierre et Jacques, dits de Altaribus, damoiseaux, fils de Raymond de Beaufort, demandent le droit de dresser des fourches patibulaires.
L'histoire du château s'inscrit dès lors dans la mouvance des États relevant du Faucigny et ne fera plus l'objet de faits notables.

## Description
À son emplacement, se dresse une maison d'habitation moderne. Il ne subsiste du château médiéval que quelques murs ruinés et un blason pratiquement illisible.